# Wewczani
Wewczani – miejscowość w Macedonii Północnej położona w południowo-zachodnim regionie statystycznym. Ośrodek administracyjny gminy Wewczani. W 2021 roku miejscowość zamieszkiwało 2359 osób.

## Klimat
Średnia temperatura wynosi 11 °C. Najcieplejszym miesiącem jest lipiec (24 °C), a najzimniejszym styczeń (–2 °C). Średnia suma opadów wynosi 1319 milimetrów rocznie. Najbardziej wilgotnym miesiącem jest listopad (149 milimetrów opadów), a najbardziej suchym jest sierpień (50 milimetrów opadów).